# Petre Ivănescu
 (août 2016).
Si vous disposez d'ouvrages ou d'articles de référence ou si vous connaissez des sites web de qualité traitant du thème abordé ici, merci de compléter l'article en donnant les références utiles à sa vérifiabilité et en les liant à la section « Notes et références ».
Petre Ivănescu, né le 15 avril 1936 à Bucarest et mort le 1er avril 2022 à Essen est un joueur et entraîneur roumain de handball.

## Parcours de joueur

### Palmarès en club
- Vainqueur de la Coupe des clubs champions (1) : 1965
- Vainqueur du Championnat de Roumanie (7) : 1959, 1960, 1961, 1962, 1964, 1965, 1966

### Palmarès en sélection nationale
- 89 sélections et 225 buts en Équipe de Roumanie
- Médaillé d'or au Championnat du monde 1961,  Allemagne de l'Ouest
- Médaillé d'or au Championnat du monde 1964,  Tchécoslovaquie

### Distinctions individuelles
- Co-meilleur buteur au Championnat du monde 1961 avec 24 buts marqués en 6 matchs

## Palmarès d'entraîneur

### Palmarès en club
Compétitions internationales
- Vainqueur de la Coupe des clubs champions (C1) (1) : 1983 (avec VfL Gummersbach)
- Vainqueur de la Coupe des vainqueurs de coupe (C2) (1) : 1979 (avec VfL Gummersbach)
  - Finaliste en 1980
- Vainqueur de la Coupe de l'IHF (C3) (1) : 1982 (avec VfL Gummersbach)
- Vainqueur de la Coupe d'or de l'IHF (2) : 1979, 1983 (avec VfL Gummersbach)

Compétitions nationales
- Vainqueur du Championnat d'Allemagne (3): 1982, 1983 (avec VfL Gummersbach), 1986 (avec TUSEM Essen)
  - Deuxième en 1980, 1981, 1984
- Vainqueur de la Coupe d'Allemagne (4) : 1982, 1983 (avec VfL Gummersbach), 1991, 1992 (avec TUSEM Essen)
- Vainqueur du Championnat d'Allemagne de D2 (3) : 1987 (avec TSV Bayer Dormagen), 1989 (avec TV Niederwürzbach), 1995 (avec OSC Rheinhausen)

### Palmarès en sélection nationale
- Supercoupe des nations (1) : 1987 (avec RFA)

### Distinctions individuelles
- Entraîneur de l'année en Allemagne (2) : 1987, 1988